# Dilbar Abdurahmonova
Dilbar G‘ulomovna Abdurahmonova, (russisch Дильбар Гулямовна Абдурахманова Dilbar Guljamowna Abdurachmanowa; * 1. Mai 1936 in Moskau; † 20. März 2018 in Taschkent) war eine russisch-usbekische Violinistin und Dirigentin. Sie leitete das Symphonieorchester des Staatlichen Akademischen Bolschoi-Theaters benannt nach Alischer Navoi und war Professorin am Staatlichen Konservatorium Usbekistans in Taschkent. 1973 wurde sie mit dem Staatspreis von Usbekistan geehrt und 1977 als Volkskünstler der UdSSR ausgezeichnet.